# Kya (Osen)
Kya ist eine kleine, felsige und unbewohnte Schäre in der norwegischen Provinz Trøndelag. Sie gehört zur Kommune Osen und liegt etwa 13,5 km nordwestlich des Buholmråsa fyr und 15 km westlich des Dorfs Seter im Europäischen Nordmeer.

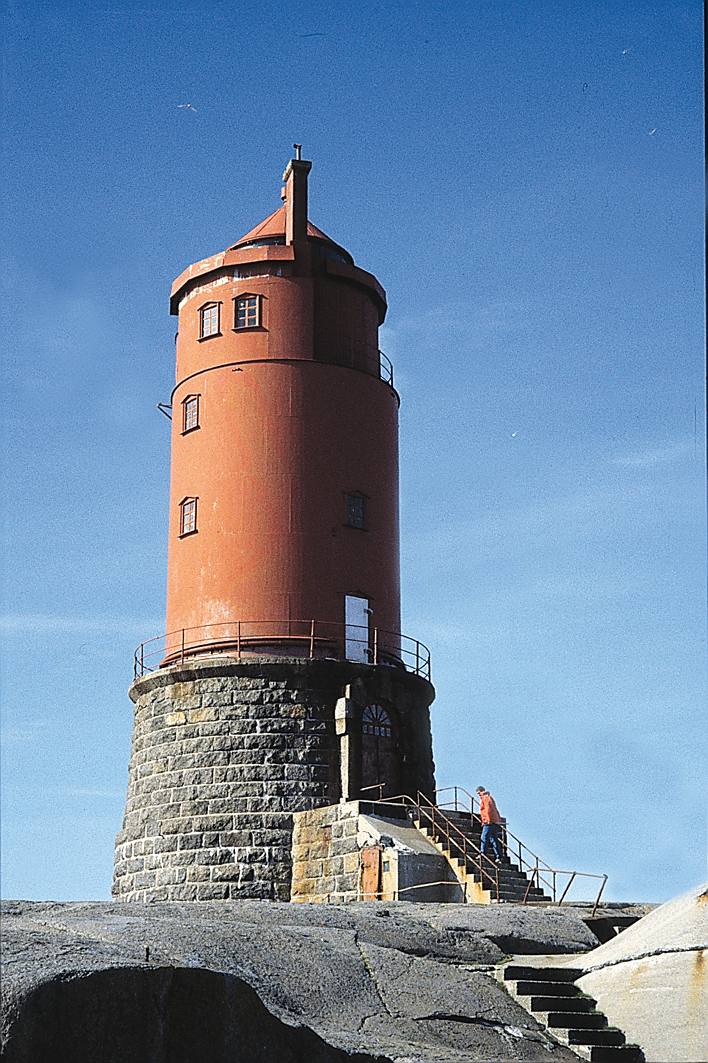
Kya fyr

Seit 1920 steht auf ihr ein Leuchtturm, das Kya fyr. Er wurde 1957 automatisiert und die letzten Leuchtturmwärter wurden 1958 abgezogen. Der Leuchtturm markiert das südwestliche Ende des stürmischen Seegebiets Folda. Der 22,5 m hohe rote Turm zeigt ein weißes, umlaufendes Licht von 4000 Candela Lichtstärke alle zehn Sekunden und hat 12,2 Seemeilen Reichweite.
Der ursprüngliche Plan, neben dem Turm ein steinernes Haus für die Leuchtturmwärter und ihre Familien zu bauen, wurde wegen der äußerst ungastlichen Umgebung nicht verwirklicht. Bei schwerem Sturm wird die nur wenige Meter hohe Schäre häufig von Brechern nahezu vollkommen überspült, und der Leuchtturm erlitt wiederholt erhebliche Sturmschäden. Im Jahre 1938 wurden bei einem Orkan sogar mehrere Fenster der Laterne, 29 Meter über dem normalen Meeresspiegel, zerbrochen und das Leuchtfeuer gelöscht.